# FBC Kalmarsund
FBC Kalmarsund är en innebandyklubb från Färjestaden/Kalmar. FBC Kalmarsund bildades som en gemensam seniorsatsning för Färjestadens IBK och Calmare Lindsdal 98.

## Historik
Under våren 2011 kom idén från dåvarande damtränaren Tom Holmqvist om ett samarbete mellan föreningarnas resp. damsida. Färjestadens IBK hade precis tagit sig tillbaka från div.2 till div.1 och CL98:s damer hade samma säsong åkt ner till div.2 igen. Så hade varit några säsonger för de båda lagen, att ena året gick de upp en division och det påföljande året ner en division.
Frågan om samarbetet togs upp hos Färjestadens styrelse som gav Tom ett “ja” att jobba vidare med frågan och kontakta CL98:s styrelse. Detta gjordes och frågan kom upp på CL98:s styrelsebord. Men något beslut togs ej utan CL98 kontrade med att ställa frågan tillbaka om de inte var aktuellt även på herrsidan. De dröjde inte länge förrän beskedet kom, Färjestadens styrelse röstade ja för att jobba vidare om ett samarbete mellan både dam- och herrsidan.
Inför säsongen 2016/2017 valde CL98 att avsluta sitt engagemang i Fbc Kalmarsund, som då valde att gå ihop med Färjestadens Ibk och bilda Fbc Kalmarsund ungdom.
Både damerna och herrarna spelar sina matcher i Kalmar Sportcenter A-hallen men i december så flyttar man in i nybyggda KIFAB Arena med plats för 1600 åskådare. Damerna spelar i den näst högsta serien i seriepyramiden och herrarna den högsta inför säsongen 2019/2020. För damerna är detta Allsvenskan Södra och för herrarna Herrar SSL. Herrarna gick upp efter seger mot Salems IF i kvalet 2018 (2-1 i matcher) varav den direkt avgörande matchen 
avgjordes i sudden death.
Klubben tog sitt första SM silver på herrsidan mot IBF Falun i Avicii Arena den 23 april 2022.

## Trupper
Artikeln uppdaterad den 2 september 2020.
Dam
4. Ebba Johnson
6. Emelie Rosenqvist
7. Emma Andersson
10. Maryana Stifanos
11. Nellie Karlsson
12. Matilda Abramsson
15. Malin Andersson
16. Evelina Petersson
17. Isabel Adamsson
19. Amanda Nilsson
22. Ida Samuelsson
23. Hilma Liebgott
26. Blanka Linge
28. Josefin Nyberg
29. Emmy Jämtin
42. Stina Nilsson
66. Denise Nilsson
68. Wilma Holmberg
72. Felicia Sannestam
73. Sara Waktel
Ledare
Liza Dahlgren
Viktor Sheffield 
Johannes Henriksson
Herr
2. Max Johansson
7. Kim Nilsson
9. Tim Nyander
11. William Almlöf
13. Simon Nilsson
14. Gustav Wadell
15. Tobias Lindström
19. Jesper Lindström
21. Filip Stjernberg
26. Albin Hedstål
44. Anton Nilsson
56. Marcus Johansson
66. Kevin Haglund
69. Kevin Björkström
70. Max Källerteg
72. Carl Bending-Sörling
73. Oliver Samuelsson
77. Adam Nilsson
97. Thomas Crona
Ledare
Alexander Brinkmann
Viktor Gustavsson
Henrik Milton
Jessica Berggren
Christian Guntsch